# Torre di Néran
La torre di Néran, in francese tour de Néran, indica un antico complesso architettonico fortificato in frazione Néran, al confine del comune di Châtillon e non lontano dal paese di Saint-Vincent. Il sito è delimitato ad est dal torrente Neyran, ed è caratterizzato da una massiccia torre a pianta quadrata, dai resti di una cinta muraria coeva e da un insieme di edifici aggiunti successivamente. Oggi si trova lungo la strada per il Col de Joux, ed è in fase di restauro.

## Architettura

### La torre
Il mastio, a pianta quadrata di 7,5 m di lato, è alto 14,60 m ed è stato costruito con grandi conci litici che secondo il castellologo André Zanotto permettono di attribuirla al XII secolo.
Lo spessore delle mura di 1,85 metri, secondo Mauro Cortellazzo e colleghi e confrontandosi con studi precedenti (quello controverso di Guglielmo Lange, 1969, e quello di André Zanotto, 1980), la torre di Néran presenta numerose analogie con altre torri valdostane: le mura di spessore notevole, la struttura massiccia e la tecnica costruttiva, ossia l'uso di due paramenti con opera centrale a sacco.

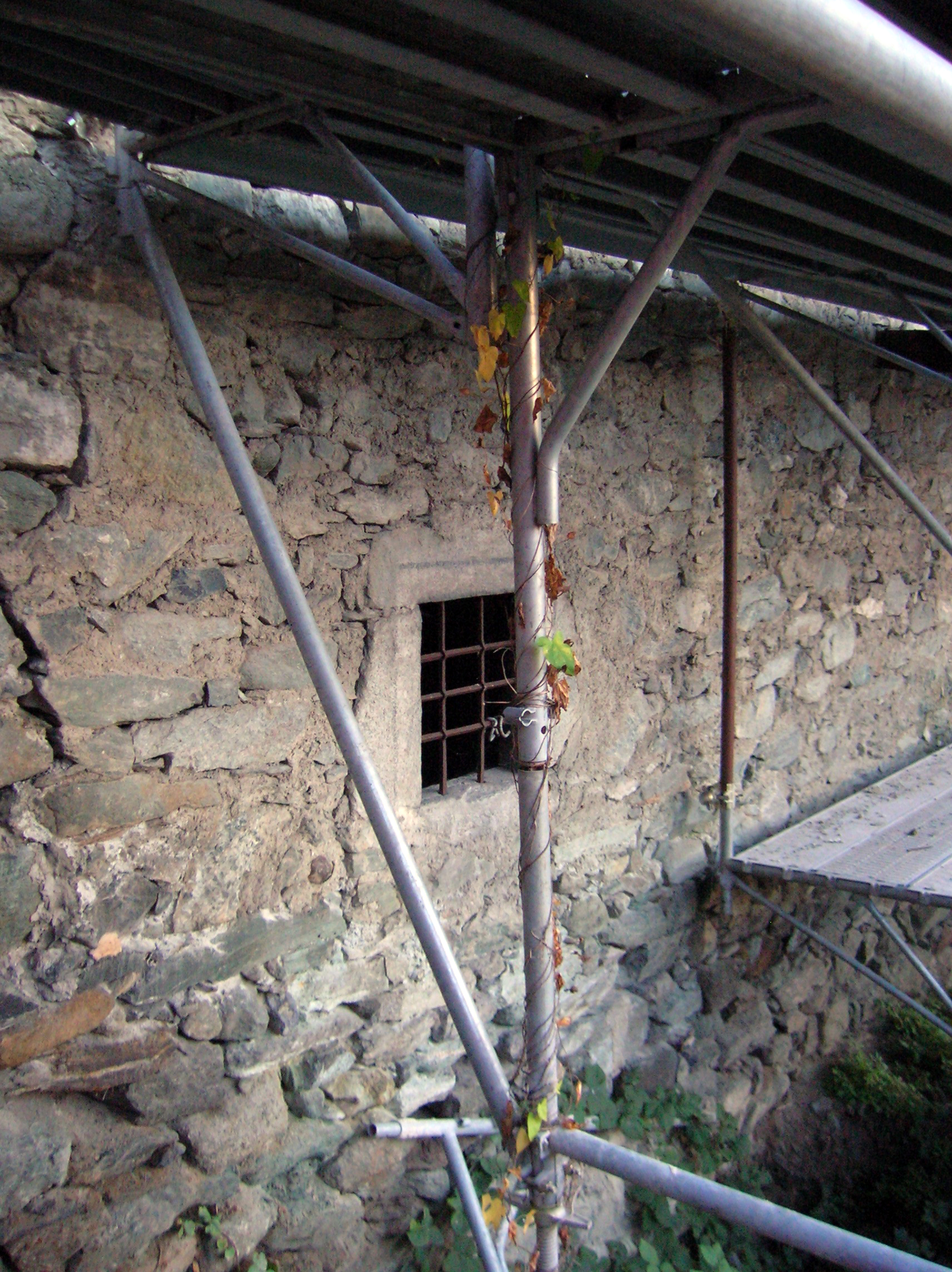
Dettaglio di una finestra della torre, sul lato ovest.

L'antica porta è rialzata di 8 metri sulla facciata meridionale della torre, com'era in uso nel medioevo per scopi difensivi, ed è sovrastata da un arco cieco quasi invisibile sotto all'intonaco, di epoca posteriore. Il tempo ha reso di difficile lettura un graffito realizzato sull'intonaco e raffigurante uno stemma araldico, per il Berton attribuibile ai nobili Chandiou. L'accesso nei secoli è stato corredato da un ballatoio in legno, trasformandone la funzione, da difensiva a semplice porta di passaggio del piano rialzato.
All'altezza di una risega, ad un metro dal suolo attuale che non corrisponde al livello del pavimento originario, si apre una soglia successiva.
La torre sul lato est, verso il torrente, presenta una singola feritoia, mentre dagli incavi per le travi di costruzione e quelli di sostegno si possono ipotizzare quattro piani interni.

### Gli altri edifici

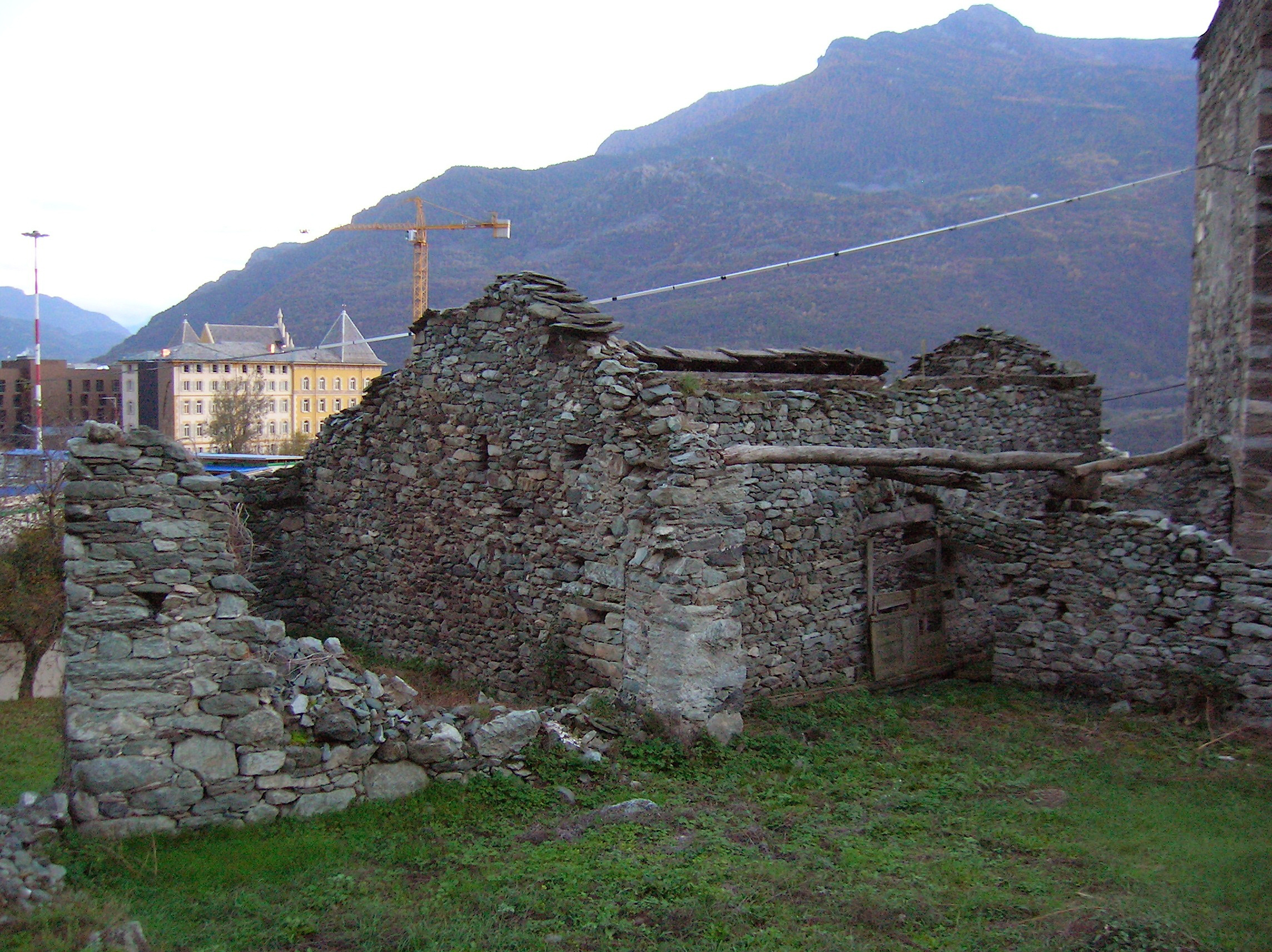
Edificio ad est del complesso

## Storia
La torre e le mura, corrispondenti alla tipologia del castello primitivo valdostano, sarebbero il nucleo più antico della struttura e risalirebbero al XII secolo.
Fino ad ora non conoscevamo la storia del proprietario o dei proprietari: tutto sembrava andato perduto con il tempo, nessuna traccia del passato.
Fu caso, sfogliando vecchi documenti del fondo Challant, presso l'Archivio Storico Regionale. che nel Volume 23, documento 2, venne trovata una piccola pergamena di dodici centimetri di altezza e dodici centimetri di larghezza, ben conservata e leggibile, con due "Signa tabellionis" dal notaio, datati 2 Marzo milleduecentosessantaotto. Ecco il testo:
- - (S. T.) Anno Domini millesimo duecentesimo sexagesimo octavo, inditione undecima, apud Verre/cium, secunda die intrante mense marcii, coram testibus/ infra scriptis et pluribus aliis. Noverint universi quod dognus Vallencus et dognus Moroellus de Arnaudo et dognus Petrus/ frater ipsorum donaverunt non vi non dolo nec metu nec vicio sua/ spontanea voluntate Ybleto domino de Chalant aut cui acciderit/ tres quarterios de turre de Neran cum claustro ipsius turris et/ hec donavemnt dicto Ybleto pro recto et iusto alodio et reddiderunt/dicto Ybleto unam cartam Augustanam quam de dictis rebus habebant. Preterea dictus/ Ybletus donavit ipsis illud idem in agmentatione sui feodi. Renunciando/ ab utraque parte omni exceptioni vel auxilio legum et donationis non/ facte et omni iuri tam canonico quam civili et iuri dicenti eneralem/renunciationem non valere.**
  - (S. T.) Testes sunt Jhoannes (síc) de Villa, Garmanta de Castellione, Brunetus et plures alii.**
  - Ego Dominicus publicus notarius hanc cartam fideliter scripsi.**

TRADUZIONE:
- (S. T.) nell'anno milleduecentosessantotto, comunicazione undicesima, dopo verifica il secondo giorno del mese di marzo, alla presenza di testimoni / scritti qui, e molti altri. Fanno sapere a tutti che il donanti Vallencus , Moroellus de Arnaudo e suo fratello Petrus hanno donato, senza costrizione alcuna ma di loro libero arbitrio a detto Ybleto signore di Challant , diverranno di sua proprietà con il chiostro della torre anche i quarti della torre dei Néran/ queste donazioni a detto Ybleto sono una giusta rendita / Ybleto ha detto che le cose sono state fatte come previsto dalla carta Augustanam. Inoltre, il detto / Ybletus si è infeudato la donazione. Le parti rinunciano ad ogni altra pretesa in denaro o civile ed ogni altro ricorso non sarà valido.*
- (S. T.) I testimoni Jhoannes (sic) de Villa, Garmanta de Castillione , Brunetus e molti altri.*
- Io Domenico pubblico notaio ho scritto questo atto in modo fedele.*

Si tratta di una donazione di tre quarti della torre, che era in possesso dei nobili fratelli De Arnado (Vullencus, Moroellus e Petrus), in favore di Yblet de Challant in seguito soprannominato "Il Grande", figlio maggiore di Godefroy I: una donazione seguita da un'infeudazione da parte di Yblet de Challant ai fratelli De Arnado della stessa porzione della torre.
Questa torre era un possesso della nobile famiglia de Arnaudo assai lontana dalla loro signoria di Arnad, ricordata da J.-B. de Tillier nel suo “Nobiliaire”.
Questo documento, redatto durante il periodo di governo diFilippo I Conte di Savoia, indica la turre de Neran cum claustroper la primissima ed ultima volta in epoca medievale.
La famiglia Chandiou, che fu la prima proprietaria della torre, ha per capostipite il notaio Pietro Chandiou, sposo di una figlia illegittima di un nobile Challant la quale con le nozze gli portò una ricca dote. A distanza di una sola generazione, la famiglia Chandiou riuscì a farsi nobilitare, nel 1581, scegliendo come motto la locuzione latina cattolica Sub umbra alarum tuarum (traducibile in italiano come all'ombra delle tue ali, o più liberamente protetto dalle tue ali).
Nel 1520-21 si diede il via ad una serie di lavori nel complesso fortificato di Néran.
I primi progetti della Regione Valle d'Aosta per il recupero della torre risalgono agli anni ottanta, ma solo nel 2008 è stato avviato l'iter per un recupero fattuale del complesso. Nel 2013 era in corso il processo di riqualificazione ad opera della tour Néran s.r.l., proprietaria dell'immobile, su richiesta della Sopraintendenza Regionale.